# Observatori de Marsella
L'Observatori de Marsella (en francès, Observatoire de Marseille) és un observatori astronòmic professional situat a Marsella, al sud de França.

## Història
Els inicis de l'observatori de Marsella es remunten a 1702 amb la instal·lació al col·legi Sainte-Croix, al carrer Montée-des-Accoules, d'un observatori proveït d'instruments gràcies a una subvenció real. El primer director va ser el jesuïta Antoine Laval. Entre 1718 i 1728 l'observatori va romandre inactiu amb la partida de Laval a Toló. Amb l'arribada del pare Esprit Pezenas en 1749, l'observatori va recobrar activitat convertint-se aquest mateix any en Observatori Real de la Marina. Sota la direcció de Pezenas dos nous astrònoms s'uneixen a l'observatori i s'afegeix nou material, en particular un telescopi de 6 peus de distància focal i un peu d'obertura. Amb l'expulsió dels jesuïtes de França en 1763, Pezenas perd el seu lloc.
Sant Jaume de Silvabelle el va succeeïr i va repondre el fons d'instruments. Treballa i publica sobre la refracció atmosfèrica, la verificació de la superfície dels miralls dels telescopis, el diàmetre de Júpiter, el seu aplanament i la durada de la seva rotació, i el trànsit de Venus de 1769. Els últims vint anys del Silvabelle en l'observatori van estar marcats pels múltiples conflictes provocats per Mourraille, secretari perpetu de la classe de ciències.
Jacques-Joseph Thulis succeeix a Silvabelle, encara que en la pràctica exerceix ja les funcions de director des que Silvabelle no pot realitzar-les per la seva edat. Sota la seva adreça l'observatori descobreix 18 estels. També és sota la direcció de Thuli quan l'observatori comença a publicar regularment. Manté un registre de les observacions i al seu treball astronòmic cal afegir 20 anys d'observacions meteorològiques ininterrompudes.
Després de Thulis, Jean-Jacques Blanpain es col·loca al capdavant de l'observatori. Continua les observacions malgrat les greus dificultats materials. El material és obsolet i les producció científica disminueix. En 1822 és acomiadat.
Jean-Félix Adolphe Gambart descobreix 16 estels i efectua nombroses observacions d'ocultacions de planetes i d'eclipsis dels satèl·lits de Júpiter.
Benjamin Valz, un astrònom molt actiu, proposa un parell de recerca sistemàtica dels planetes menors el que va portar al descobriment de 32 asteroides des de l'observatori per part de Jean Chacornac, Jérôme Eugène Coggia i Ernst Wilhelm Tempel.
La final de la direcció de la Valz marca una etapa important en la vida de l'observatori, ja que és traslladat de la casa Sainte-Croix a l'altiplà de Longchamps. Charles Simon i després Auguste Voigt ocupen el lloc de director entre 1862 i 1865. Aquest últim serà reemplaçat per Édouard Stephan encara que només com a director adjunt de Urbain Le Verrier, ja que l'observatori passa a vincular-se amb l'Observatori de París formant l'Observatori de París i Marsella. Aquesta situació és poc pràctica i en 1873 l'observatori recobra la seva autonomia sempre sota la direcció de Stephan fins a 1907. El material científic és renovat completament destacant un telescopi de 0.8 m d'obertura. En aquesta època és descobert el Quintet de Stephan i d'altres nombrosos objectes que Stephan qualifica com a nebuloses. La naturalesa extragaláctica d'aquests objectes serà descoberta per Edwin Hubble en 1924.
De 1916 a 1968 l'observatori publica el Journal des observateurs. En els anys 1950-60, la formació de l'ESO, suposarà la fi de l'observació astronòmica a Marsella i l'equip d'astronomia espacial passarà a convertir-se en el Laboratori d'Astronomia Espacial de Marsella (en francès, Laboratoire d'Astronomie Spatiale de Marseille, LES).
En 2000, l'Observatori de Marsella i el LES es fusionen per formar el Laboratori d'Astrofísica de Marsella (en francès, Laboratoire d'Astrophysique de Marseille, LAM). El LAM, l'Observatori de Haute-Provence i el departament Gassendi es federen baix l'estructura Observatori Astronòmic de Marsella-Provença (en francès, Observatoire Astronomique de Marseille-Provence).

## Directors
- Antoine Laval 1702-1728
- Esprit Pezenas 1729-1763
- Saint-Jacques de Silvabelle 1763-1801
- Jacques-Joseph Thulis 1801-1810
- Jean-Jacques Blanpain 1810-1821
- Jean-Félix Adolphe Gambart 1821-1836
- Benjamin Valz 1836-1860
- Édouard Stephan 1866-1907
- Henry Bourget 1907-1921
- Henri Buisson (directeur intérimaire) 1921-1923
- Jean Bosler 1923-1948
- Charles Fehrenbach 1948-1971